# Sankt Margarethen an der Raab
Sankt Margarethen an der Raab è un comune austriaco di 4 003 abitanti nel distretto di Weiz, in Stiria; ha lo status di comune mercato (Marktgemeinde).